# Persoonia coriacea
Persoonia coriacea (лат.) — кустарник, вид рода Персоония (Persoonia) семейства Протейные (Proteaceae), эндемик юго-запада Западной Австралии. Прямостоячий или раскидистый куст с гладкой корой, лопаткообразными или эллиптическими или линейными листьями и ярко-жёлтыми цветками.

## Ботаническое описание

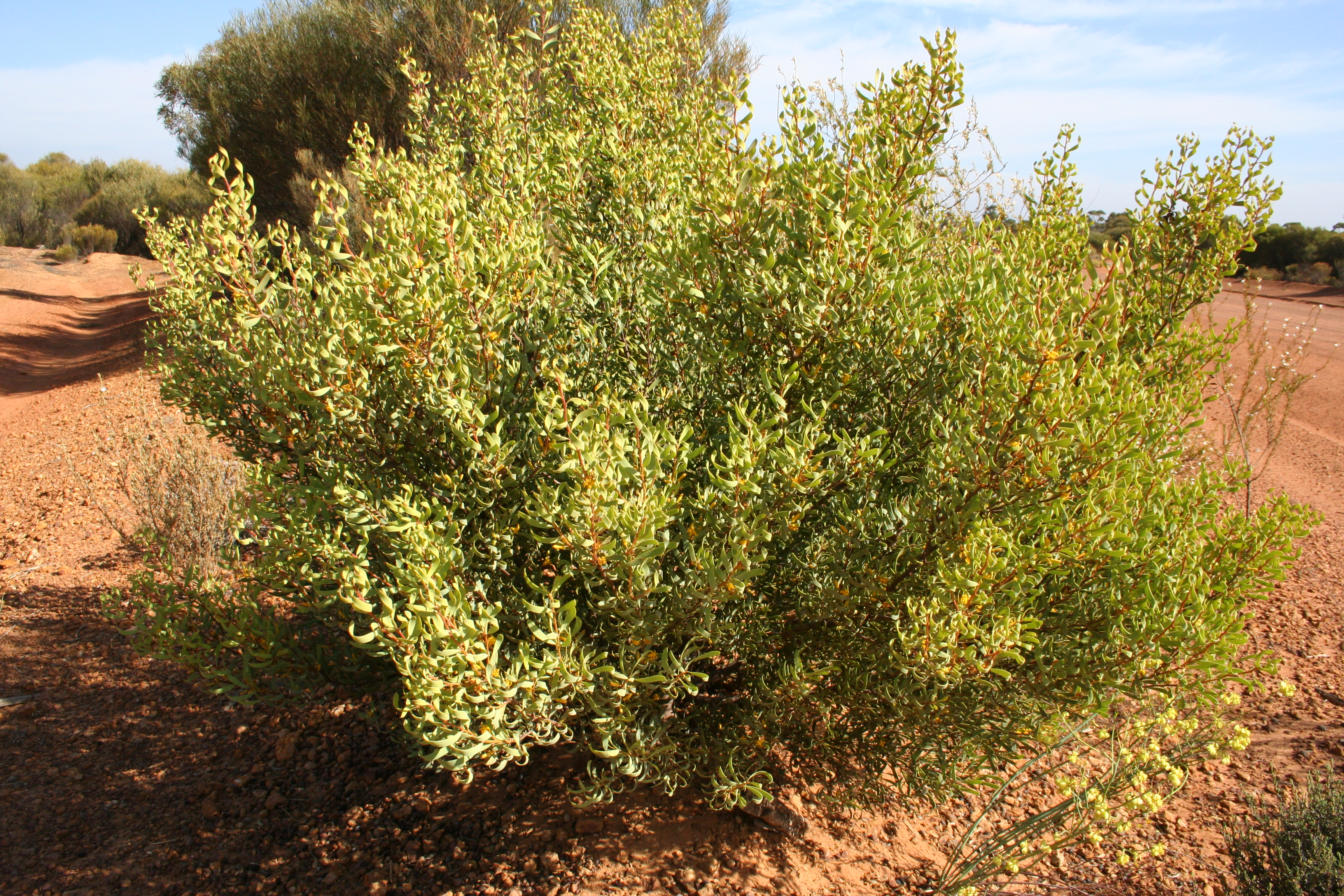
Общий вид

Persoonia coriacea — прямостоячий или раскидистый кустарник, который обычно вырастает до высоты 0,3-2 м с несколькими или множественными стеблями, отходящими от основания. Имеет гладкую пёструю серую кору. Ветви и листья в молодом возрасте опушённые, со временем становятся гладкими. Листья расположены поочередно, лопаткообразные, эллиптические или линейные, 20-65 мм в длину, 3-13 мм в ширину и закручены под прямым углом, так что листья удерживаются в вертикальной плоскости. У некоторых популяций, например у растений возле Йеллоудайна, более скрученные листья, чем у других. Цветки расположены группами до десяти вдоль цветоносной ветви до 70 мм в длину, которая обычно перерастает в лиственный побег после цветения. Цветок расположен на цветоножке 2,5-9 мм длиной. Листочки околоцветника ярко-жёлтые, длиной 6,5-11,5 мм с ярко-жёлтыми пыльниками. Цветение происходит с ноября по февраль. Плод представляет собой овальную костянку длиной 7-13 мм и шириной 5-7 мм, содержащую одно семя.

## Таксономия
Впервые вид был официально описан в 1928 году Джеймсом Уэльсом Кларедоном Аудасом и Патриком Фрэнсисом Моррисом из образцов, собранных Максом Кохом около Мерредина 30 ноября 1923 года. Описание было опубликовано в Journal of the Royal Society of Western Australia. В пределах рода P. coriacea классифицируется в группе lanceolata, группе из 54 близкородственных видов с похожими цветами, но очень разной листвой. Эти виды часто скрещиваются друг с другом, где встречаются два члена группы. В случае этого вида он гибридизуется с P. helix.

## Распространение и местообитание
P. coriacea — эндемик Западной Австралии. Встречается на юго-западе штата, от Карнамы на юг до Лейк-Грейс и Лейк-Кинг и на восток до Пламридж-Лейкс. Растёт на жёлтых песчаных дюнах или песчаных равнинах или на песчаных глинистых почвах, иногда на латерите, красном песке или граните и встречается в пустошах и эвкалиптовых лесах. Редкий синегрудый расписной малюр может использовать кустарник в качестве места гнездования. Вид не имеет особой садоводческой привлекательности.